# Osada Leśna (województwo dolnośląskie)
Osada Leśna – wieś w Polsce położona w województwie dolnośląskim, w powiecie oleśnickim, w gminie Oleśnica.

## Podział administracyjny
| SIMC    | Nazwa  | Rodzaj     |
| ------- | ------ | ---------- |
| 0879133 | Gutków | przysiółek |

W latach 1975–1998 miejscowość położona była w województwie wrocławskim.

## Demografia
Według Narodowego Spisu Powszechnego (III 2011 r.) liczyła 70 mieszkańców. Jest najmniejszą miejscowością gminy Oleśnica.